# Jasin Redjalari
Jasin Redjalari (in macedone Јасин Реџелари?; Skopje, 10 agosto 1992) è un lottatore macedone, specializzato nella lotta libera.

## Biografia
È stato allenato da Ramadan Shabani e  Hasan Bislimi e Mentaz Allajbegu La sua squadra di club è stata il Wrestling Club Liria di Skopje.
Ha fatto parte della spedizione macedone ai XVII Giochi del Mediterraneo di Mersin 2013, dove ha vinto la medaglia di bronzo nel torneo dei 60 kg. 
Ai europei di Vantaa 2014 si è classificato ottavo. Ha vinto la medaglia d'oro ai Campionati del Mediterraneo di Kanjiža 2014. Ai mondiali di Tashkent 2014 si è piazzato diciassettesimo.
Ha fatto parte della spedizione macedone ai I Giochi europei di Baku 2015 in cui ha ottenuto l'ottavo posto. Ai mondiali di Las Vegas 2015 si è classificato ventesimo.
Agli europei di Riga 2016 ha concluso al decimo posto.

## Palmarès
| Anno | Manifestazione              | Sede      | Evento | Risultato | Note |
| ---- | --------------------------- | --------- | ------ | --------- | ---- |
| 2012 | Europei junior              | Zagabria  | 60 kg  | 15º       |      |
| 2013 | Giochi del Mediterraneo     | Mersin    | 60 kg  | Bronzo    |      |
| 2014 | Europei                     | Vantaa    | 61 kg  | 8º        |      |
| 2014 | Campionati del Mediterraneo | Kanjiža   | 61 kg  | Oro       |      |
| 2014 | Mondiali                    | Tashkent  | 61 kg  | 17º       |      |
| 2015 | Europei U23                 | Wałbrzych | 61 kg  | 10º       |      |
| 2015 | Giochi europei              | Baku      | 61 kg  | 8º        |      |
| 2015 | Mondiali                    | Las Vegas | 61 kg  | 20º       |      |
| 2016 | Europei                     | Riga      | 61 kg  | 10º       |      |